# Flavio Tranquillo
Flavio Luigi Tranquillo (Milano, 31 gennaio 1962) è un giornalista, scrittore e telecronista sportivo italiano.

## Biografia
Si diploma al Liceo Ginnasio Tito Livio di Milano e frequenta la Facoltà di Economia e Commercio all'Università commerciale Luigi Bocconi. Negli anni del liceo e dell'Università è attivo come arbitro federale di pallacanestro nelle serie giovanili e minori del milanese (più tardi sarà anche allenatore dell'Ars Milano). Contemporaneamente, comincia a collaborare con pubblicazioni specializzate dedicate al football americano e al basket, in particolare con la rivista Superbasket, all'epoca diretta da Aldo Giordani.
Comincia la sua carriera radiofonica nel 1981 a Radio Press Panda sostituendo temporaneamente l'allora radiocronista delle partite dell'Olimpia Milano, Federico Buffa, in quel periodo in trasferta negli Stati Uniti. Al rientro dagli USA, Buffa gli concede di restare come seconda voce (qualche anno dopo i ruoli si invertiranno). Dopo esperienze ancora in radio a Radio Peter Flowers e Novaradio fa il suo esordio televisivo nel 1985 e diviene delegato di produzione degli sport americani sulle allora reti Fininvest (attualmente Mediaset). In seguito si trasforma in giornalista e telecronista per Italia 1, TV Koper Capodistria, Tele+. Attualmente lavora per SKY Sport. Fa parte del nucleo "storico" che il 19 agosto 1991 cominciò l'avventura di Tele+, poi sfociata in SKY Sport. Dal dicembre 1998 al giugno 2000 è stato responsabile comunicazione della Lega Basket, sempre continuando però a collaborare con Tele+ per le telecronache NBA.
Per molti anni ha commentato anche il basket universitario NCAA al fianco di Francesco Anchisi e il football NFL affiancato da Lino Benezzoli, Sergio Angona e Bebo Nori prima di cedere tale ruolo a Paolo Leopizzi e dedicarsi completamente e in pianta stabile alle telecronache di basket, con le principali partite del campionato di Serie A e di Coppa Italia, le partite più importanti di Eurolega e NBA, in quest'ultimo caso affiancato dalla stagione 1995-1996 fino alla stagione 2012/2013 dal commento tecnico di Federico Buffa e poi dalla stagione 2013/2014 da quello di Davide Pessina.
La sua voce è anche legata alla Nazionale Italiana di basket che ha seguito come inviato e telecronista in Francia nel vittorioso Campionato Europeo del 1999, in Svezia nell'edizione del 2003 dove la Nazionale colse il terzo posto che le permise di qualificarsi per il Torneo Olimpico di Atene 2004 e al campionato europeo del 2015 nel quale gli azzurri si classificarono al 5º posto.
Nel 2010 compare in libreria come scrittore con il libro I dieci passi. Piccolo breviario sulla legalità; e Da zero a otto nel quale partecipa alla autobiografia di Danilo Gallinari. Nel 2014 esce il suo terzo libro Altro tiro, altro giro, altro regalo. Il 21 aprile 2016 esce il suo quarto libro Basketball R-evolution.
In novembre 2015 esordisce su Radio Deejay, dove conduce ogni domenica sera American Hero, monografie di mezz'ora dedicate a famosi sportivi americani.
Ha due figli gemelli, Francesco e Michele.

## Doppiatore
- Ernie Johnson Jr. in Space Jam: New Legends[4]

## Opere
- I dieci passi. Piccolo breviario sulla legalità, con Mario Conte, Torino, Add, 2010. ISBN 978-88-96873-05-2 Poi: Torino Add, 2013. ISBN 978-88-6783-009-1
- Da zero a otto, con Danilo Gallinari, Milano, Libreria dello sport, 2010. ISBN 978-88-6127-030-5
- Basket, uomini e altri pianeti, con Ettore Messina, Torino, Add, 2012. ISBN 978-88-96873-81-6
- Altro Tiro, Altro Giro, Altro Regalo O anche di quando, come (e soprattutto perché) ho imparato ad amare il Gioco, Milano, Baldini & Castoldi, 2014, ISBN 9788868527235.
- Basketball r-evolution, Milano, Baldini & Castoldi, 2016. ISBN 978-88-6852-888-1
- Time out. Ascesa e caduta della Mens Sana e dello sport professionistico in Italia, Torino, Add, 2019. ISBN 978-88-6783-227-9
- Lo sport di domani. Costruire una nuova cultura, Torino, Add, 2020. ISBN 978-88-6783-294-1